# Asarum mitoanum
Asarum mitoanum är en piprankeväxtart som beskrevs av T. Sugawara. Asarum mitoanum ingår i släktet hasselörter, och familjen piprankeväxter. Inga underarter finns listade i Catalogue of Life.